# Ana Maria Dragut
Ana Maria Dragut (născută pe 24 februarie 1990, în Darabani) este o handbalistă română care joacă pentru echipa națională a României pe postul de intermediar dreapta. Numele său este uneori pronunțat sau transcris în mod eronat „Drăguț”.
Dragut evoluează pentru SCM Gloria Buzău.

## Biografie
Ana Maria Dragut a început să joace handbal la Școala nr. 2 din Darabani, cu profesorul Valentin Dascălu. Din clasa a VIII-a a fost înscrisă printre sportivii Liceului cu Program Sportiv din Botoșani, după ce a fost remarcată la un turneu zonal. Ca urmare a prestației bune de la LPS Botoșani, Dragut este selecționată în lotul de junioare al echipei României. Din clasa a XI-a se transferă la Clubul Sportiv „Urban” din Brașov, unde și termină liceul. 
În 2008, handbalista este adusă la HCM Roman de antrenoarea de atunci a echipei, Alexandrina Soare. Tot în 2008, Ana Maria a fost convocată la echipa de tineret a României, cu care a luat parte la Campionatul European din Ungaria, din 2009.
În 2009, Dragut s-a transferat la HC Dunărea Brăila, unde a jucat până în 2014, cu excepția anului competițional 2012–2013, când clubul brăilean a împrumutat-o la CSU Neptun Constanța. Între 2014 și 2016 ea a jucat la CSM Unirea Slobozia, iar din vara anului 2016 a fost legitimată la HC Zalău. După două sezoane petrecute la echipa zălăuană, s-a transferat la echipa maghiară Kisvárdai KC. În vara lui 2019, Dragut s-a întors în Liga Națională, semnând cu SCM Râmnicu Vâlcea. După zece etape din sezonul 2019-20, în noiembrie 2019, s-a transferat la SCM Craiova. În vara lui 2021, ea a semnat cu SCM Gloria Buzău.
Ana Maria Dragut s-a căsătorit pe 30 iunie 2018 cu Emil Savu.

## Palmares

### Club
- Liga Campionilor:
  - Grupe: 2020

- Cupa Cupelor:
  - Turul 4: 2010

- Liga Europeană:
  - Turul 3: 2022

- Cupa EHF:
  - Sfertfinalistă: 2018
  - Optimi: 2011

- Liga Națională:
  -  Medalie de bronz: 2014, 2017

- Cupa României:
  -  Câștigătoare: 2021
  - Semifinalistă: 2011, 2014

- Supercupa României:
  -  Câștigătoare: 2021
  -  Finalistă: 2019

## Statistică goluri și pase de gol
Conform Federației Române de Handbal, Federației Europene de Handbal și Federației Internaționale de Handbal:
| Sezon                            | Echipă      | Goluri |
| -------------------------------- | ----------- | ------ |
|                                  |             |        |
| 2013-14                          |             |        |
| HC Dunărea Brăila                | 8           |        |
|                                  |             |        |
| 2014-15                          |             |        |
| CSM Unirea Slobozia              | 140         |        |
|                                  |             |        |
| 2015-16                          |             |        |
| CSM Unirea Slobozia              | 44          |        |
|                                  |             |        |
| 2016-17                          |             |        |
| HC Zalău                         | 93          |        |
|                                  |             |        |
| 2017-18                          |             |        |
| HC Zalău                         | 115         |        |
|                                  |             |        |
| 2019-20                          |             |        |
| SCM Râmnicu Vâlcea / SCM Craiova | 2 / 25 (27) |        |
|                                  |             |        |
| 2020-21                          |             |        |
| SCM Craiova                      | 40          |        |

| Sezon               | Echipă | Goluri |
| ------------------- | ------ | ------ |
|                     |        |        |
| 2010-11             |        |        |
| HC Dunărea Brăila   | 10     |        |
|                     |        |        |
| 2013-14             |        |        |
| HC Dunărea Brăila   |        |        |
|                     |        |        |
| 2014-15             |        |        |
| CSM Unirea Slobozia | 4      |        |
|                     |        |        |
| 2015-16             |        |        |
| CSM Unirea Slobozia | -      |        |
|                     |        |        |
| 2016-17             |        |        |
| HC Zalău            | 5      |        |
|                     |        |        |
| 2017-18             |        |        |
| HC Zalău            | 3      |        |
|                     |        |        |
| 2019-20             |        |        |
| SCM Craiova         | 2      |        |
|                     |        |        |
| 2020-21             |        |        |
| SCM Gloria Buzău    | 5      |        |

| Sezon              | Echipă | Goluri |
| ------------------ | ------ | ------ |
|                    |        |        |
| 2018-19            |        |        |
| SCM Râmnicu Vâlcea | -      |        |

| Ediția          | Echipă | Goluri | Pase de gol |
| --------------- | ------ | ------ | ----------- |
|                 |        |        |             |
| Ungaria 2009    |        |        |             |
| România tineret | 2      | -      |             |

| Ediția         | Echipă | Goluri | Pase de gol |
| -------------- | ------ | ------ | ----------- |
|                |        |        |             |
| Franța 2018    |        |        |             |
| România        | 10     | 7      |             |
|                |        |        |             |
| Danemarca 2020 |        |        |             |
| România        | 1      | 1      |             |

| Ediția        | Echipă | Goluri | Pase de gol |
| ------------- | ------ | ------ | ----------- |
|               |        |        |             |
| Germania 2017 |        |        |             |
| România       | 9      | 1      |             |

| Sezon              | Echipă | Goluri |
| ------------------ | ------ | ------ |
|                    |        |        |
| 2019-20            |        |        |
| SCM Râmnicu Vâlcea | -      |        |

| Sezon             | Echipă | Goluri |
| ----------------- | ------ | ------ |
|                   |        |        |
| 2009-10           |        |        |
| HC Dunărea Brăila | 6      |        |

| Sezon            | Echipă | Goluri |
| ---------------- | ------ | ------ |
|                  |        |        |
| 2021-22          |        |        |
| SCM Gloria Buzău | -      |        |

| Sezon             | Echipă | Goluri |
| ----------------- | ------ | ------ |
|                   |        |        |
| 2010-11           |        |        |
| HC Dunărea Brăila | 4      |        |
|                   |        |        |
| 2017-18           |        |        |
| HC Zalău          | 48     |        |